# Радио «Славия»
Радио «Славия» — служба радиовещания ГТРК «Славия», филиал ВГТРК. Известно также как «областное радио», преемник традиций 90-летнего вещания в Новгородской области. Выходит на волне 96,0 FM

## История
I. C 1919 года до Великой Отечественной войны. Становление, когда радио являлось одним из самых доступных средств массовой информации, несущих ярко выраженную идеологическую направленность сталинской эпохи.
II. 1940-е годы. В годы Великой Отечественной войны в период оккупации Новгорода радиовещания было временно прекращено. Но с 1944 года в связи с освобождением территории и образованием Новгородской области начался период восстановления радиовещания. Передачи до 1950 года велись из Ленинградской студии.
III. Начиная с 1950 года складывается система радиовещания. Определяется структура радиокомитета.
IV. В 1993 году образуется Новгородская государственная телерадиовещательная компания «Славия». У новгородского радио появляется «младший брат» — телестудия.
V. В 2005 году проходит реорганизация телерадиовещательной сети. С этого момента давно известное новгородцам областное радио становится службой радиовещания филиала ВГТРК.
Первая радиостанция появилась в Новгороде в 1919 году. У вокзалов, домов культуры, на улицах были установлены первые динамики, из которых три раза в неделю по полчаса звучали последние новости. Губернская газета «Звезда» с июня 1919 года печатала радиопрограммы. Регулярно же принимать передачи центральной радиотелефонной станции из Москвы новгородская радиостанция начинает лишь в 1921 году. В марте 1926 года был установлен радиорупор в Новгородском Кремле. Первые новгородские радиоустановки появились в железнодорожном клубе станции «Новгород», больнице имени Октябрьской революции, средней школе № 2.
Регулярные передачи новгородского радио начинаются с декабря 1929 года. В 1932 году в Новгороде уже насчитывалось 2500 радиоточек, в том числе 10 уличных репродукторов. В августе 1944 года при Новгородском облисполкоме был образован областной комитет по радиофикации и радиовещанию.
До 1950 года новгородские журналисты готовили только тексты передач и затем везли их в Ленинград, где уже ленинградские дикторы вели передачи на Новгородскую область на волне 1141 метра.
По количеству радиоустановок на тысячу жителей, область в то время имела показатели выше среднего уровня по РСФСР. Большим событием в истории радиовещания явилось вступление в строй новой радиостанции «Новгород», которая работала на ультракоротких волнах (апрель 1960 г.) Пуск радиостанции давал возможность ежедневно, в течение четырёх часов, вести музыкальные, художественные, литературно-драматические передачи. Они шли в эфир «маяком», (то есть одна за другой без объявления диктором). Кроме всего этого, радиостанция «Новгород» ретранслировала первую и вторую программы центрального радио.
На ответственные должности, например, такие, как диктор областного радио, желающих принимали строго по конкурсному отбору.
В разное время в комитете работали такие заслуженные люди, как: Кулепётов Виктор Иванович, Колпаков Сергей Сергеевич, Трояновский Виктор Сергеевич, Молотков Владимир Петрович, Ануров Анатолий Сергеевич и другие.

### Содержание передач новгородского радио 1950—1985 гг.
Подготовкой микрофонных материалов занимались многочисленные редакции: «Последних известий», общественно-политических передач, сельского хозяйства, промышленности, строительства и транспорта, литературно-музыкальных передач, для молодежи и школьников и другие.
«Колючий микрофон»: в 1979 году в эфире новгородского радио прозвучала новая передача — сатирическая радиогазета «Колючий микрофон». Её редактором был Владимир Молотков. В выпусках передавались фельетоны, критические репортажи о тех, кто не выполняет обязательства, выпускает недоброкачественную продукцию и т. д. Она, как правило, критиковала конкретных виновников и активно добивалась устранения недостатков. Критических передачи в то время на радио было ещё очень мало, и поэтому «Колючий микрофон» с первого его выпуска, стал очень популярен у радиослушателей. Современники отмечают, что это была самая рейтинговая передача того времени.

### Недостатки в работе радиокомитета до 1991 года
Эфирные материалы подвергались жесточайшей цензуре: все передачи областного радио проходили несколько этапов «обработки» прежде, чем попасть в радиоэфир. Тексты просматривались редактором — главным редактором — председателем комитета по телевидению и радиовещанию — цензором, и только после этого запускались в эфир. Особое внимание уделялось военным данным, показателям производства, информации о промышленных мощностях.
Крупным недостатком в работе областного радиокомитета являлась ограниченность географии передаваемых в эфир материалов, так, например, очень мало сообщений было представлено из таких населённых пунктов как Волот, Марево, Парфино, Хвойная.

### НГТРК «Славия»
В 1993 году на базе Новгородского областного комитета по телевидению и радиовещанию, была образована Новгородская государственная телерадиокомпания «Славия». Так, в новгородской области появилась вторая телестудия (в это время уже существовала «ТВС-Новгород»). Первым руководителем компании стал председатель облкомитета Виктор Смирнов.
Появление телестудии поначалу не особо повлияло на состояние дел на радио. Впрочем, уже через короткое время стало ясно: основное внимание и финансы руководство отдаёт телевидению. Так, в последний раз крупная поставка оборудования произошла после Олимпиады-80, когда была получена студийная техника.
В творческом плане для радио новая эпоха началась немного раньше: после первых же стажировок новгородских журналистов на радио «Маяк» в Москве, эфирная политика стала меняться. Сначала, в 1987 году, в сетке появилась новая программа — «Панорама». Она выходила по будням, в утренние часы. Если ранее это время занимали тематические передачи о сельском хозяйстве, промышленности, молодёжная передача и проч., то теперь на это место встали обзорные информационно-аналитические программы с обширными корреспондентскими репортажами и сообщениями на разные темы, песнями.
Немного позже появились прямые эфиры. В среду, после 18.00, звучала радиопрограмма с двумя ведущими, корреспондентскими сюжетами, звонками в эфир (рубрика «Телефон доверия», где слушатели получали полную свободу говорить о своих проблемах, была передовой, если вспомнить ещё недавнюю цензуру). В 1992 году новгородцы впервые услышали программу «Экспресс-радио» (будние дни, 16.10-17.00). Это тоже была информационно-музыкальная программа, впрочем, музыки здесь было существенно больше. Первым ведущим стал Сергей Гормин, позже к нему присоединилась Татьяна Зозуленко. В 1995 году на новгородском областном радио «Славия», в прямом эфире, вышла новая программа «Домашний альбом» (название много раз менялось). «Народная» программа рассказывала в полдень о том, что интересно простым новгородцам: прогнозы погоды, домашние рецепты, садоводческие советы и проч.. Впервые слушатели познакомились с агрономом Иваном Бурматовым, впоследствии ставшим очень известным. Обе программы, и «Домашний альбом», и «Экспресс-радио» выходили вплоть до 2005 года.
Стоит отметить, что с появлением прямых эфиров, разделение на тематические редакции понемногу стало разрушаться. Так как редактор отдела промышленности мог быть и ведущим «Панорамы», где ему приходилось иметь дело с разнотематическими репортажами корреспондентов.
Отдельно необходимо упомянуть программу «Голоса и лица», которая стартовала в 1998 году и выходила по будним дням, вечером. Формат программы предполагал беседу с заметными персонами (представители власти, бизнеса, промышленники, религиозные деятели, художники и проч.) и звонками в студию. Уникальным было то, что передача одновременно транслировалась и в радио-, и в телеэфир, тем самым, собирая самую большую аудиторию.

### Реорганизация «Славии»
В 2005 году телерадиокомпания была реорганизована, редакция теленовостей и областное радио перешло в подчинение ВГТРК. Редакция развлекательных программ и ряд творческих объединений стали выпускать передачи на областном телеканале (некоторое время канал продолжал называться «Славия», ныне название областного канала изменено на «Новгородское областное телевидение»). В настоящее время название «Славия» принадлежит филиалу ВГТРК.
В ходе реорганизации произошло сокращение времени местных эфиров. Так, в эфире областного радио в 2005 году осталась лишь утренняя и вечерняя информационные программы и 4 блока дневных новостей. Все прямые эфиры сокращены. Уволена половина работников. Однако, в 2006 году удаётся получить право выпускать в эфир «Субботнюю панораму» — обзор самых заметных событий за неделю. Возвращается и программа «Любимые мелодии» известного диктора областного радио Анатолия Анурова.

### «Срезание» проводного радио
После 1994 года, когда началась приватизация новгородского «Телекома», начался и массовый демонтаж проводных радиосетей. На момент начала демонтажа в области насчитывалось около 140 тысяч радиоточек. Обслуживать километры кабеля стало невыгодно, и предприятие приняло решение ограничиться трансляцией эфирного вещания. По данным на 2008 год в Великом Новгороде остаётся около 9000 радиоточек, а проводное вещание сохраняется в Старорусском и Новгородском районах. Впрочем, этим аудитория новгородского радио «Славия» не исчерпывается. Многие абоненты отказались от радиоточки из-за высокой абонентской платы (по состоянию на 2010 год — 80 рублей/месяц) и заменили «проводные» приёмники «эфирными».
Новгородское радио «Славия» долгое время работало только в УКВ-диапазоне, что ограничивало его аудиторию. Многократные просьбы редакции к ВГТРК о предоставлении ФМ-волны не находили успеха. С января 2017 вещание перешло на диапазоны: Великий Новгород FM — 102,2 МГц , Боровичи УКВ — 69,02 МГц, п. Залучье УКВ — 71,93 МГц, п. Пестово FM — 100.00 МГц. С 25 января 2020 года в Великом Новгороде Радио России и программы «Славия» стали выходить на FM — 96,0 МГц
В июле 2010 года редакция расширила свою аудиторию аудиторию, заведя блог[значимость факта?]. А с мая 2019 года областное радио «Славия» представлено и «Вконтакте» https://vk.com/id5121384

## Радио «Славия» сегодня
Информационный радиоканал «Славия» выходит на волнах «Радио России» (в Великом Новгороде на волне 96,0 FM). Вещание — проводное и эфирное. Система передатчиков полноценно охватывает всю территорию Новгородской области (Великий Новгород, Боровичи, Бронница, Лычково, Залучье). Жители приграничных территорий Ленинградской и Тверской областей тоже могут слышать радио «Славия». Потенциальная аудитория — около 300 тысяч человек.
Вещание информационно-музыкальное: 85 % информации, 15 % музыки. На сегодняшний день в Новгородской области это единственное радио с таким объёмом региональных информационных сообщений. В будние дни происходит три включения новгородского радио: в 7:10, 13:45 и 17:45. Объём вещания в будние дни — 80 минут. Основное содержание эфира — актуальные события, злободневные темы, интересные люди. «Славия» — единственное радио в Новгородской области может предложить слушателям полноценные репортажи с места событий.

## Программы
| Название           | Время выхода                    | Описание |
| ------------------ | ------------------------------- | --- |
| Новости            | По Будням в 07:10, 13:45, 17:45 | сообщения о событиях в области, а также комментарии и оценки экспертов, представителей власти, очевидцев в звуковых цитатах                                                                                                   |
| Панорама           | По Будням в 07:25.              | информационно-музыкальная программа: репортажи корреспондентов, интервью с экспертами, музыка, объявления, реклама |
| Панорама недели    | По Субботам в 11:10             | дайджест самых заметных событий в области за неделю |
| Университет        | По Понедельникам в 18:20        | жизнь Новгородского государственного университета имени Ярослава Мудрого: интервью с работниками, студентами, абитуриентами, репортажи с концертов, конкурсов, конференций. С июня 2018 года отменена.                        |
| Земля Новгородская | По Вторникам в 18:20            | программа для сельских тружеников. Темы сельского хозяйства – от стратегий развития области до деталей жизни в глубинке. С июня 2018 года отменена.                                                                           |
| Городская среда    | По Средам в 18:20               | беседы в прямом эфире о жизни Великого Новгорода. Программа выходит при поддержке городской администрации, освещает её усилия и действия жителей на благо города, а также минусы городских реалий. С июня 2018 года отменена. |
| Зелёная планета    | По Четвергам в 18:20            | экологическая программа резюмирует общероссийские и мировые тенденции, останавливается на новгородской специфике охраны окружающей среды. С июня 2018 года отменена.                                                          |
| Культура           | По Пятницам в 18:20             | новости культурной жизни области: выставки, концерты, конференции. С июня 2018 года отменена. |
| Любимые мелодии    | По Воскресеньям в 11:10         | программа по заявкам, автор и ведущий – Заслуженный работник культуры РФ Анатолий Сергеевич Ануров |

## Руководство
Директор филиала ВГТРК "ГТРК «Славия»: Сергей Иванович Даревский.
Информационное вещание на РВ (р/к «Радио Россия»): Светлана Андреевна Герасимова.

## Сотрудники
В штате службы радиовещания — 13 человек. Это — инженеры, звукорежиссёры, звукооператоры, корреспонденты, редакторы. Почетных званий «Заслуженный работник культуры РФ» удостоены диктор Анатолий Ануров и шеф-редактор Светлана Герасимова. Значками Министерства РФ по делам печати, телерадиовещания и средств массовых коммуникаций «Почётный радист РФ» награждены звукооператоры Николай Львовский и Марина Владимирская, инженер Юрий Барулин и журналист Любовь Оларь.

## Награды
Главный приз конкурса Новгородской областной Лиги журналистов «Хрустальный Пегас» в разные годы получали циклы передач радиожурналистов Светланы Герасимовой, Татьяны Зозуленко, Любови Оларь, Сергея Дубовицкого, Александра Смирнова и других.
Шеф-редактор радио «Славия» Светлана Герасимова признана "Человеком года — 2008 в отрасли «Культура», журналист Любовь Лазина — "Человеком года — 2010 в отрасли «Культура».
В разные годы редакция областного радио побеждала в областном конкурсе на лучшие материалы по профилактике и борьбе с преступностью (2009), областном конкурсе на лучший материал, освещающий вопросы избирательного законодательства (2008), всероссийском конкурсе на лучшее освещение приоритетного национального проекта «Развитие агропромышленного комплекса» (2007), областном конкурсе «Господин Великий Новгород» (2009) и проч..
Автор программы «Зелёная планета» Любовь Оларь имеет благодарность «Центра охраны дикой природы» за информационный вклад в сохранение природного наследия.
Ведущий Сергей Дубовицкий отмечен Почётной грамотой Администрации Новгородской области.
Корреспондент Екатерина Валова (Федотова) в 2007 году стала победителем городского конкурса «Мой город» в номинации «Год семьи в Великом Новгороде», в 2014 году получила премию мэра Великого Новгорода «Чистый город».
Журналист Екатерина Докучаева награждена премией мэра Великого Новгорода «Чистый город — 2010» за освещение проблем благоустройства города и вовлечение в радиодиалог о порядке в городе самих новгородцев, в 2010 году корреспондент победила в конкурсе на лучшие материалы по профилактике и борьбе с преступностью. Награждена благодарственным письмом губернатора Новгородской области (2010 г.).
Корреспондент Ольга Осипова заняла (2009 г.) третье место в конкурсе «Господин Великий Новгород».
Первый приз (первое место) для радио "Славия" в конкурсе Ассоциации средств массовой информации "СеЗаМ"  (2003 г.) в номинации информационно-аналитические программы получил проект  «Шаги» Екатерины Арабаджи.
Программа «Шаги» (автор Екатерина Арабаджи, журналист Надежда Чебыкина) стала дипломантом Всероссийского конкурса публикаций о проблемах местного самоуправления "Власть народная", 2004.
В 2010 году редакция радио победила в конкурсе Ассоциации средств массовой информации Северо-Запада «СеЗаМ». Жюри отметило работу «Ветровал — хроника бездействия».

## Рейтинги
По итогам опросов общественного мнения филиал ВГТРК «Славия» уверенно занимает первое место в рейтинге доверия; входит в 5-ку по рейтингу популярности, конкурируя с главными федеральными каналами; является главным источником информации для жителей области.